# الشنية
الشنية قرية في منطقة حمص في محافظة حمص في ريف ريفها الشمالي الغربي سورية. يبلغ عدد سكانها من 4400 إلى 5000 نسمة حسب احصائية قام بها سكان القرية في عام 2018.[بحاجة لمصدر] تحتوي على مدرسة ابتدائية باسم مدرسة الشهيد صالح حسن محمد حسين وثانوية باسم ثانوية الشهيد علي حسن خلوف ومركز صحي (مستوصف) باسم مستوصف الشهيد عيسى نواف حماد. تتبع حالياً لبلدية القبو وقد فقدت هذه القرية ما يزيد عن 120 شهيد خلال الحرب. [بحاجة لمصدر] القرية ذات أرض خصبة حيث يزرع بعض سكانها أنواع البقوليات والبندورة الوطنية والقمح والشعير وغيرها وهذه القرية تشتهر بمحصولها الوافر من التين كما ينمو فيها عدد من الأشجار الأخرى كالزيتون واللوز والجوز وأشجار برية كالبطم وغيرها يربي سكانها الدواجن والابقار وغيرها من الحيوانات الأليفة.[بحاجة لمصدر]